# Harald Ettl
Harald Ettl (ur. 7 grudnia 1947 w m. Gleisdorf) – austriacki polityk i związkowiec, były minister, od 1996 do 2009 poseł do Parlamentu Europejskiego.

## Życiorys
W 1968 został absolwentem wyższej uczelni technicznej. Był pracownikiem technicznym, następnie pełnił różne funkcje w związkach zawodowych, m.in. od 1984 do 2000 kierował związkiem zawodowym pracowników przemysłu tekstylnego (Textil, Bekleidung und Leder). Następnie został wiceprzewodniczącym związku zawodowego Metal-Tekstylia. Reprezentował krajowe organizacje pracowników w międzynarodowych zrzeszeniach.
W latach 1978–1989 przewodniczył komisji ds. ubezpieczeń od wypadków w instytucji ubezpieczeniowej Hauptverband der österreichischen Sozialversicherungsträger. W latach 90. stał na czele komisji ds. Unii Europejskiej w austriackim zrzeszeniu związków zawodowych Österreichischer Gewerkschaftsbund. Od lutego 1989 do grudnia 1990 był ministrem do spraw zdrowia i służby publicznej, następnie do lutego 1991 ministrem w urzędzie kanclerza. Od lutego 1991 do kwietnia 1992 sprawował urząd ministra zdrowia, sportu i konsumentów.
W połowie lat 90. zasiadał w Europejskim Komitecie Ekonomiczno-Społecznym. W 1996, 1999 i 2004 z listy socjaldemokratów uzyskiwał mandat posła do Parlamentu Europejskiego. Był członkiem grupy socjalistycznej, pracował głównie w Komisji Zatrudnienia i Spraw Socjalnych. W PE zasiadał do 2009.